# Bishwanath
Bishwanath (en bengali : বিশ্বনাথ) est une upazila du Bangladesh dans le district de Sylhet. En 1991, on y dénombrait 169 730 habitants.